# أنور عبد الغني (لاعب كرة قدم مالديفي)
أنور عبد الغني مواليد 17 سبتمبر 1980 في المالديف، هو لاعب كرة قدم مالديفي سابق كان يلعب كمدافع.

## المسيرة الاحترافية

### أندية لعب لها
- نادي فيكتوري
- نادي نيو راديانت
- نادي في بي

## روابط خارجية
- أنور عبد الغني على موقع ناشيونال فوتبول تيمز (الإنجليزية)